# Batalla de Chełm
La Batalla de Chełm (en polaco, Bitwa pod Chełmem) se desarrolló el 8 de junio de 1794 en los alrededores de Chełm, Polonia, entre Polonia y el Imperio ruso. Los polacos eran dirigidos por el general Józef Zajączek y los rusos por los generales Wilhelm Derfelden y Petrowicz Zagriażski.
El ejército rebelde estaba formado por 6.000 soldados, 2.000 milicianos y tenían 14 cañones. Mientras tanto, los rusos eran 16.500 soldados y tenían 24 cañones.
Zajączek tomó colinas a una extensión de 1,5 km cerca de la ciudad. A principios del mediodía las tropas rusas comenzaron el ataque. Después de varias horas de lucha Zajączek solo podía tratar de salvar la mayor cantidad de su ejército como sea posible a través de un retiro. En la batalla, las fuerzas polacas perdieron entre 1.400 y 1.600 hombre, mientras tanto, las fuerzas rusas perdieron alrededor de 200 hombres. Las fuerzas rusas consiguieron la victoria.